# 류진 (가수)
류진(본명: 신류진, 본명 한자: 申留眞, 2001년 4월 17일~)은 대한민국의 가수로 걸 그룹 ITZY의 메인래퍼와 메인댄서, 서브보컬을 맡고 있다.

## 학력
- 서울광남초등학교 (졸업)
- 대왕중학교 (졸업)
- 한림연예예술고등학교 (졸업)

## 생애
2001년 강원도 춘천시에서 1남 1녀중 막내로 태어났다. 류진이 5살이 되었을 때 가족이 서울로 이사해서 이후로는 서울에서 성장했다. 중학생때 갓세븐의 팬미팅에 갔다가 JYP 관계자의 눈에 띄어 캐스팅 되었다. 2017년 스트레이 키즈와 믹스나인에 출연하며 얼굴을 알렸다. 그리고 같은 해 방탄소년단 LOVE YOURSELF Highlight Reel '기승전결'에서 제이홉과 지민의 파트너 역으로 나왔다. 2019년 2월 류진은 걸그룹 ITZY의 멤버로 가요계에 데뷔했다.